# Бокерия, Гига
Георгий (Гига) Леванович Бокерия (груз. გიორგი (გიგა) ლევანის ძე ბოკერია; род. 20 апреля 1972, Тбилиси) — грузинский политик, депутат парламента Грузии, в прошлом — заместитель министра иностранных дел, секретарь Совета национальной безопасности Грузии с ноября 2010 по ноябрь 2013 года.

## Биография
Гига Бокерия родился в семье грузинской шахматистки, претендентки на звание чемпионки мира Наны Александрия и известного архитектора Левана Бокерия. В 1990—1995 году Бокерия обучался в Тбилисском государственном университете на историческом факультете. В 2002 году учился на юридическом факультете Университета Лестера в Великобритании.
С 1996 по 2004 год Бокерия был координатором программ по правам человека Института свободы. С апреля 2004 по 2008 год — депутат Парламента Грузии от блока «Национальное движение — демократы». Руководитель грузинской делегации в ПАСЕ в 2004—2008 годах.
На рубеже веков Бокерия являлся одним из самых влиятельных политиков Грузии, был одним из организаторов прихода к власти Михаила Саакашвили. В 2008—2010 годах был первым заместителем министра иностранных дел Грузии. С ноября 2010 года Бокерия занимал пост секретаря Совета национальной безопасности Грузии, от должности освобождён уходящим президентом Саакашвили в ноябре 2013 года.

## Награды
- Орден Вахтанга Горгасала I степени (2013)[3].